# Jeux du Commonwealth de 1990
Navigation
Édition précédente Édition suivante
Les XIVes Jeux du Commonwealth de 1990 ont eu lieu à Auckland en Nouvelle-Zélande du 24 janvier au 3 février 1990. La cérémonie d'ouverture du 24 janvier s'est déroulée au Mount Smart Stadium, site principal de ces Jeux.

## Candidature
Les deux candidatures majeures aux Jeux du Commonwealth de 1990 étaient celles d'Auckland et de New Delhi (Inde). En juillet 1984, Auckland remporte le scrutin par 20 voix contre 11.

## Déroulement des Jeux

### Épreuves
Les Jeux du Commonwealth de 1990 rassemblent 55 pays et environ 2 000 sportifs pour le partage de 638 médailles. L'Australie, avec 52 médailles d'or, est en tête du classement des nations, devant l'Angleterre (46 médailles d'or) et le Canada (35 médailles d'or). La Nouvelle-Zélande se classe quatrième avec 17 médailles d'or.
10 disciplines sont planifiées pour les Jeux du Commonwealth :
| - Athlétisme - Badminton - Boulingrin - Boxe - Cyclisme | - Gymnastique - Haltérophilie - Judo - Natation - Tir |

### Tableau des médailles
- Pays hôte

| Rang  | Nation           | Or  | Argent | Bronze | Total |
| ----- | ---------------- | --- | ------ | ------ | ----- |
| 1     | Australie        | 52  | 54     | 56     | 162   |
| 2     | Angleterre       | 46  | 40     | 42     | 128   |
| 3     | Canada           | 35  | 41     | 37     | 113   |
| 4     | Nouvelle-Zélande | 17  | 14     | 27     | 58    |
| 5     | Inde             | 13  | 8      | 11     | 32    |
| 6     | Pays de Galles   | 10  | 3      | 12     | 25    |
| 7     | Kenya            | 6   | 9      | 3      | 18    |
| 8     | Nigeria          | 5   | 13     | 7      | 25    |
| 9     | Écosse           | 5   | 7      | 10     | 22    |
| 10    | Malaisie         | 2   | 2      | 0      | 4     |
| 11    | Jamaïque         | 2   | 0      | 2      | 4     |
| 11    | Ouganda          | 2   | 0      | 2      | 4     |
| 13    | Irlande du Nord  | 1   | 3      | 5      | 9     |
| 14    | Nauru            | 1   | 2      | 0      | 3     |
| 15    | Hong Kong        | 1   | 1      | 3      | 5     |
| 16    | Chypre           | 1   | 1      | 0      | 2     |
| 17    | Bangladesh       | 1   | 0      | 1      | 2     |
| 17    | Jersey           | 1   | 0      | 1      | 2     |
| 19    | Bermudes         | 1   | 0      | 0      | 1     |
| 19    | Guernesey        | 1   | 0      | 0      | 1     |
| 19    | PNG              | 1   | 0      | 0      | 1     |
| 22    | Zimbabwe         | 0   | 2      | 1      | 3     |
| 23    | Ghana            | 0   | 2      | 0      | 2     |
| 24    | Tanzanie         | 0   | 1      | 2      | 3     |
| 25    | Zambie           | 0   | 0      | 3      | 3     |
| 26    | Bahamas          | 0   | 0      | 2      | 2     |
| 26    | Samoa            | 0   | 0      | 2      | 2     |
| 28    | Guyana           | 0   | 0      | 1      | 1     |
| 28    | Malte            | 0   | 0      | 1      | 1     |
| Total | Total            | 204 | 203    | 231    | 638   |

### Pays participants

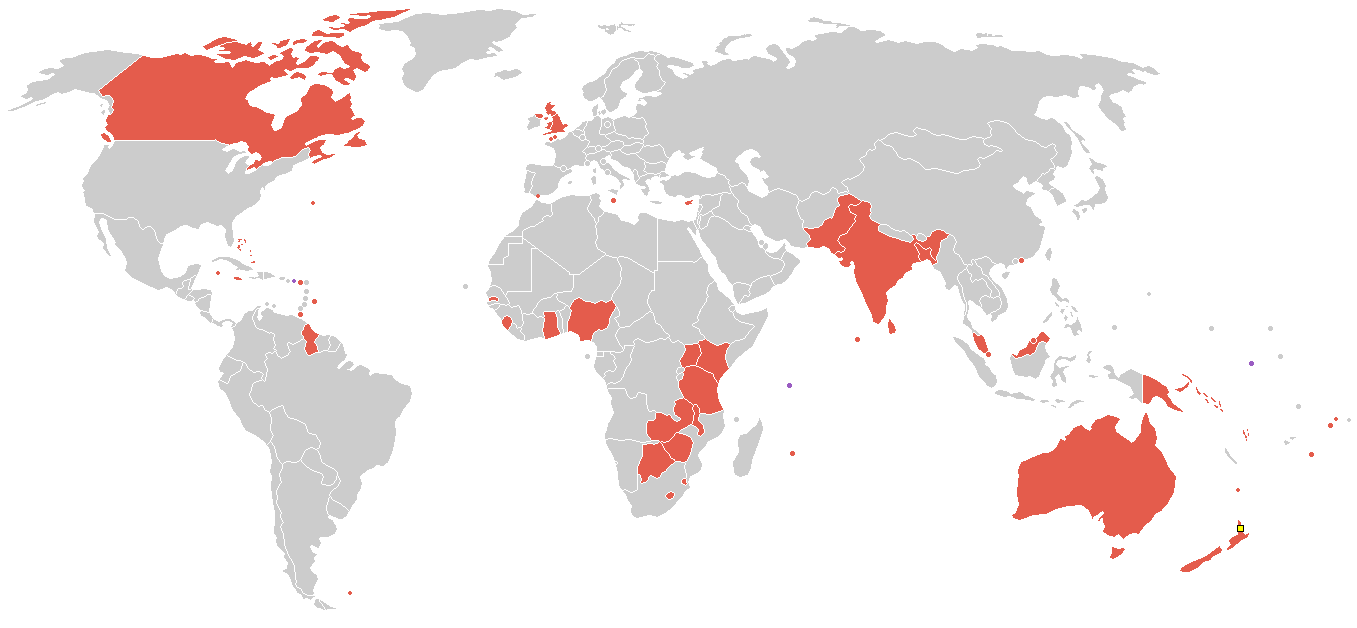
Pays participants

| - Australie - Bahamas - Bangladesh - Barbade - Bermudes - Botswana - Îles Vierges britanniques - Brunei - Îles Cook - Angleterre - Îles Malouines - Gambie - Ghana - Gibraltar - Guernesey - Guyana - Hong Kong - Inde - Île de Man | - Jamaïque - Jersey - Îles Caïmans - Canada - Kenya - Lesotho - Malawi - Malaisie - Maldives - Malte - Maurice - Nauru - Nouvelle-Zélande - Nigeria - Île Norfolk - Irlande du Nord - Pakistan - Papouasie-Nouvelle-Guinée | - Saint-Christophe-et-Niévès - Îles Salomon - Zambie - Écosse - Seychelles - Sierra Leone - Zimbabwe - Singapour - Sri Lanka - Swaziland - Tanzanie - Tonga - Trinité-et-Tobago - Ouganda - Vanuatu - Pays de Galles - Samoa - Chypre |